# 盧傑 (太空人)
盧傑（英語：Edward Tsang "Ed" Lu，1963年7月1日—），前美籍華裔太空人、物理學家。

## 生平
盧傑曾參與兩次太空梭任務，並且曾經在國際太空站停留。他于2007年10月10日离开NASA，加入Google。2003年4月28日，他代表美国国家航空航天局与俄罗斯联邦航天局宇航员尤里·马连琴科参与第7远征队任务，入驻国际空间站六个月。
期间碰上中国国家航天局宇航员杨利伟乘坐神舟五号载人飞船飞天，成为中国首位飞天航天员，如此美俄中三国航天机构的宇航员首次同时在外太空飞行。尤里·马连琴科在国际空间站上通过视频与美国休斯敦地面飞行控制中心用英语祝福了杨利伟，卢杰作为美籍华裔，用普通话祝福说，“欢迎你到太空来，祝你一路平安，胜利返航！”

## 參阅
- 焦立中
- 王赣骏

## 外部連結
- （页面存档备份，存于）
- NASA biography （页面存档备份，存于）
- Dr. Lu's Space Blog （页面存档备份，存于） written from during Expedition 7
- Spacefacts biography of Ed Lu （页面存档备份，存于）